# Monotes xasenguensis
Monotes xasenguensis är en tvåhjärtbladig växtart som beskrevs av Bancroft. Monotes xasenguensis ingår i släktet Monotes och familjen Dipterocarpaceae. Inga underarter finns listade i Catalogue of Life.